# Czinár Mór Pál
Czinár Mór Pál (Szakolca, 1787. március 30. – Pannonhalma, 1875. február 10.) bölcsészdoktor, bencés szerzetes, a Magyar Tudományos Akadémia levelező tagja.

## Élete
evangélikus szülőktől származott, 1796-ban a katolikus hitre tért és a grammatikális iskolát Szakolcán expaulinus tanárok alatt, a humaniórákat Győrött végezte, ahol a magyar nyelvet is megtanulta. 1802. október 31-én az akkor visszaállított bencés rendbe lépve, Győrött és Pannonhalmán elvégezte a bölcseletet és a teológiát (1803–1809-ig); ekkor a hatodik (költészeti) osztály tanítására Nagyszombatba küldték. 1811. április 23-án pappá szentelték és Pannonhalmán lett tanár, 1812–1814. Pozsonyban, 1814–1815-ben ismét Pannonhalmán, 1815–1824-ig Győrött mint a természettan tanára működött; közben 1817-ben bölcseletdoktor lett és Ausztriát, Tirolt és Felső-Olaszországot beutazta. 1824–1826-ban a győri rendház főnöke s a gimnázium igazgatója volt, 1826–1829-ben ugyanaz Pozsonyban; 1829–1842-ig a főapát titkára Pannonhalmán, 1842–1870. levéltárnok és könyvtárnok, 1870–1875-ben könyvtárigazgató Pannonhalmán. A 75 ezer kötetből álló könyvtár jegyzékét és repertóriumát elkészítette; a főapátsági házi levéltárt és a rá bizott gyűjteményeket szintén ellátta célirányos repertóriumokkal. 1858. december 15.-én a Magyar Tudományos Akadémia levelező tagjai közé fölvette; 1861. január 14.-én a király a Ferenc József lovagrend kiskeresztesévé kinevezte. A Magyar Tudományos Akadémiában Ipolyi Arnold 1877. február 26.-án tartott fölötte emlékbeszédet.

## Művei

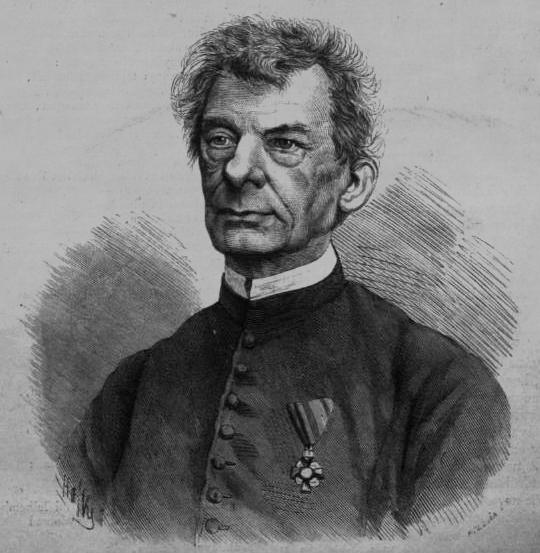
Pollák Zsigmond grafikája (1875)

- Carmen jubilaeis honoribus ill. ac rev. dni Josephi Vilt episcopi Jaurinensis ab exsultantibus archigymnasii Jaurin. alumnis affectu sacro dictum. Jaurini, 1811
- Ode cels. ac rev. principi dno Joanni Bapt. Scitovszky de Nagy-Kér metropol. eccl. Strigoniensis archiepiscopo. occasione solemnis eiusdem inaugurationis VIII. Idus Januarii 1850. ab archiabbatia S. Martini de S. Monte Pannoniae oblata. Uo. 1850
- Dmiani Fuxhofer… Monasterologiae regni Hungariae libri duo. Recognovit et auxit. Pestini, 1858–60, két kötet
- Index alphabeticus codicis diplomatici Hungariae per Georgium Fejér editi / Fejér György magyarországi okmánytárának betűrendes tárgymutatója. Uo. 1866 Online

A hazai történettel foglalkozott leginkább és a szent Benedekrendi pannonhalmi apátok történetét irta meg a rend Schematismusaiban (1841–46.), Pannonhalma történetét Uo. (1846.); a Győrmegyei Sabariáról tartott székfoglalója megjelent az Uj M. Múzeumban (1859 II.), Szent István utánzott pecsétje (Hazánk, 1858.) Az Egyetemes magyar encyclopaediának is munkatársa volt.
Kéziratainak jegyzéke a Scriptores Ordinis Sti Benedicti című munkában fölsorolták.